# Government Hooker
"Government Hooker" là một bài hát của nữ ca sĩ người Mỹ Lady Gaga, trích từ album phòng thu thứ hai của cô mang tên Born This Way (2011). Để phục vụ việc sáng tác và sản xuất bài hát, Gaga đã hợp tác với các nhà sản xuất thu âm gồm Fernando Garibay, DJ White Shadow và DJ Snake. Bài hát này từng là một bản nhạc demo mà Shadow và DJ Snake cùng sản xuất. Quá trình thu âm bài hát bắt đầu từ năm 2010 tại phòng thu âm Studio at the Palms tọa lạc tại thành phố Las Vegas.
"Government Hooker" là một bài hát thuộc thể loại synth-pop và mang những âm hưởng từ các dòng nhạc techno, trance và industrial. Bài hát xoay quanh chủ đề nữ quyền, nói bóng gió đến mối tình được cho là của cố tổng thống Mỹ John F. Kennedy với nữ diễn viên người Mỹ Marilyn Monroe. Các nhà phê bình đã dành nhiều lời khen đến bài hát kể từ khi nó ra mắt vì phần âm nhạc cùng với chủ đề đen tối và tế nhị mà nó đề cập. Mặc dù không được phát hành dưới dạng đĩa đơn nhưng "Government Hooker" vẫn được xếp hạng tại Hàn Quốc và từng giành được vị trí thứ 16 trên bảng xếp hạng Hot Dance/Electronic Digital Songs của Hoa Kỳ. Gaga từng thể hiện bài hát trong chuyến lưu diễn Born This Way Ball (2012–2013) và tại chương trình hòa nhạc thường trú ở thành phố Las Vegas mang tên Lady Gaga Enigma (2018–2020) của nữ ca sĩ.

## Bối cảnh và phát hành
—DJ White Shadow, người sản xuất ca khúc, kể lại quá trình sáng tác "Government Hooker"
Tháng 3 năm 2010, trong một cuộc phỏng vấn với kênh MTV UK, Gaga tuyên bố rằng cô đã bắt tay vào việc thực hiện album phòng thu thứ hai của mình và nghĩ ra chủ đề "cốt lõi" cho nó. Tháng 6 năm đó, trong một cuộc phỏng vấn với tạp chí Rolling Stone, Gaga xác nhận với công chúng rằng album đã hoàn tất, nhưng cô sẽ cho ra mắt album vào năm sau. Ban đầu, nữ ca sĩ dự định sẽ tiết lộ tiêu đề album cho mọi người vào cuối năm 2010, tuy nhiên vào lễ trao giải Video âm nhạc của MTV năm 2010 diễn ra vào ngày 12 tháng 9 năm 2010, sau khi đoạt giải Video của năm với video âm nhạc của ca khúc "Bad Romance" (2010), Gaga công bố rằng album tiếp theo của mình sẽ có tên là Born This Way.
"Government Hooker" là một nhạc phẩm hợp tác giữa Lady Gaga, Fernando Garibay và DJ White Shadow. Quá trình thu âm diễn ra tại phòng thu Studio at the Palms tọa lạc tại thành phố Las Vegas, Nevada vào năm 2010, trong khi Gaga đang thực hiện chuyến lưu diễn The Monster Ball Tour (2009–2011). "Government Hooker" trước đây từng là một bản thu âm demo do DJ White Shadow và DJ Snake sản xuất. Sau khi chỉnh sửa nhịp độ của bài hát, Shadow liền cho Vince Herbert (chủ tịch hãng thu âm đã ký kết hợp đồng với Lady Gaga) nghe thử. Helbert cảm thấy thích bản thu âm, thích hơn cả các bài hát còn lại trong album. Gaga viết lời cho bài hát ngay sau khi nhận được bản thu âm qua chỉnh sửa. Trong quá trình viết lời, nhóm thực hiện bài hát định sẽ lựa chọn vệ sĩ Peter van der Veen trình bày một phần lời trong bài hát chứ không muốn sử dụng đến giọng hát đã qua chỉnh sửa. Shadow đã để ý đến chất giọng Hà Lan dày và rất riêng của van der Veen khi nghe người này cất giọng hát.
| “                 | Anh chàng mà đang nói chuyện kia ấy là vệ sĩ của Gaga. Chúng tôi đang ngồi nghĩ cách làm thế nào để tạo ra một giọng hát đã qua chỉnh sửa bằng máy tính. Thế rồi chúng tôi nói: 'Hay là cho Pete[r] vào đi. Anh ta có chất giọng Hà Lan siêu dày, [...] Nghe không tin nổi luôn, nhưng đó là giọng của anh ấy. Làm việc với Gaga cũng như thế, như kiểu đang làm việc với một cái siêu tân tinh quái gở vậy. Khi Gaga vào phòng là mọi thứ như muốn nổ tung. | ” |
| — DJ White Shadow | |   |

Trong một cuộc phỏng vấn với đài BBC, nữ ca sĩ xác nhận rằng đĩa đơn đầu tiên trích từ album phòng thu thứ hai của cô sẽ ra mắt vào tháng 2 năm 2011 và album sẽ được phát hành "sớm thôi". Vào ngày 1 tháng 3 năm 2011, đài MTV thông báo với khán giả rằng sẽ có một số nghệ sĩ ra mắt bài hát nằm trong album của họ trong buổi trình diễn thời trang của nhà thiết kế thời trang người Pháp Thierry Mugler, trong đó có Gaga, đánh dấu lần đầu tiên cô tham gia và đảm nhậm điều hành âm nhạc cho sự kiện này. Trong buổi biểu diễn thời trang kể trên diễn ra vào ngày hôm sau, "Government Hooker" được chính thức ra mắt công chúng cùng với một đoạn nhỏ trích từ ca khúc "Scheiße" và một bản remix của ca khúc "Born This Way". Lúc bấy giờ, DJ White Shadow gọi "Government Hooker" là "một con dã thú" và miêu tả album Born This Way là "một kiệt tác nhạc pop của âm nhạc chứ không phải là một album nhạc pop [thông thường]."
"Government Hooker" là bài hát thứ ba trong danh sách ca khúc của album Born This Way, theo trước bởi bài "Born This Way" và theo sau bởi "Judas".

## Sáng tác
"Government Hooker" là một bài hát thuộc thể loại synth-pop có nhịp độ nhanh hòa quyện với những âm hưởng từ các dòng nhạc trance, techno, post-disco và industrial. Đại điện cho tờ Los Angeles Times, nhà phê bình Randall Roberts cho rằng bài hát giúp gợi lại cho người nghe nhớ về ban nhạc điện tử Đức Kraftwerk và những đoạn nhạc ra đời dựa trên kỹ thuật circuit bending với các loại thiết bị âm nhạc do hãng Casio sản xuất. Theo nhà phê bình âm nhạc Evan Sawdey đến từ tạp chí PopMatters, "Government Hooker" chứa đựng những yếu tố âm nhạc hòa hợp giữa ca khúc "Gimme More" (2007) của nữ ca sĩ Britney Spears với "Blue Monday" của ban nhạc người Anh New Order. Theo như bản nhạc phát hành trên website Musicnotes.com bởi công ty Sony/ATV Music Publishing, "Government Hooker" được sáng tác ở nhịp 4
4 và có nhịp độ trung bình là 120 nhịp trên phút. Bài hát được xây dựng trên giọng Fa thăng thứ và giọng hát của nữ ca sĩ kéo dài theo quãng từ nốt F♯3 (Fa thăng) đến nốt C♯5 (Đô thăng). Ca khúc sử dụng một dãy hợp âm B–D–A–E (Si–Rê–La–Mi) ở phần giang tấu, Bm–F♯m–Bm–F♯m (Si thứ–Fa thăng thứ–Si thứ– Fa thăng thứ) ở phần điệp khúc và D–F♯m–D–F♯m (Rê–Fa thăng thứ–Rê–Fa thăng thứ) ở các đoạn lời còn lại đóng vai trò là chùm hợp âm. Chủ đề chính của bài hát là nữ quyền mang hơi hướng tình dục. Trong một cuộc phỏng vấn với tạp chí trực tuyến PopJustice, Gaga từng khẳng định rằng cô sáng tác "Government Hooker" dựa trên cảm hứng từ nữ diễn viên người Mỹ Marilyn Monroe và những người tình của giới chính khách Mỹ, ngoài ra nó cũng thể hiện một chút "cái cách mà chính phủ liên tục "trêu đùa" chúng tôi và nó đem các ngôi sao nhạc pop giả tạo ra làm trò cười," những người có thể làm bất cứ điều gì miễn là có người khác "quan hệ" và trả tiền cho họ.
Gaga bắt đầu hát ca khúc bằng một chất giọng đầy kịch tính và đậm chất opera – được đệm bởi những tiếng nhạc industrial – trước khi chuyển sang phần bình ca Gregoriano. Kế đến là phần điệp khúc: "I can be good / I can be sex / I can be anything / I can be everything / I can be mom". Một chất giọng trầm như của nam vang lên trong phần điệp khúc như đáp lại lời Gaga: "Unless you want to be man / Unless you want to hold hands / Unless you want to be dad". Sau khi trình bày hoàn tất phần bridge mang âm hưởng từ dòng nhạc techno gồm các câu như "I'm gonna drink my tears and cry / 'cos I know you love me baby" và phần điệp khúc, Gaga nói bóng gió đến mối quan hệ giữa nữ minh tinh Marilyn Monroe và John F. Kennedy qua các câu: "Put your hands on me / John F. Kennedy / I'll make you squeal baby" với một chất giọng đều đều nhưng lại rất gợi tình.

## Tiếp nhận

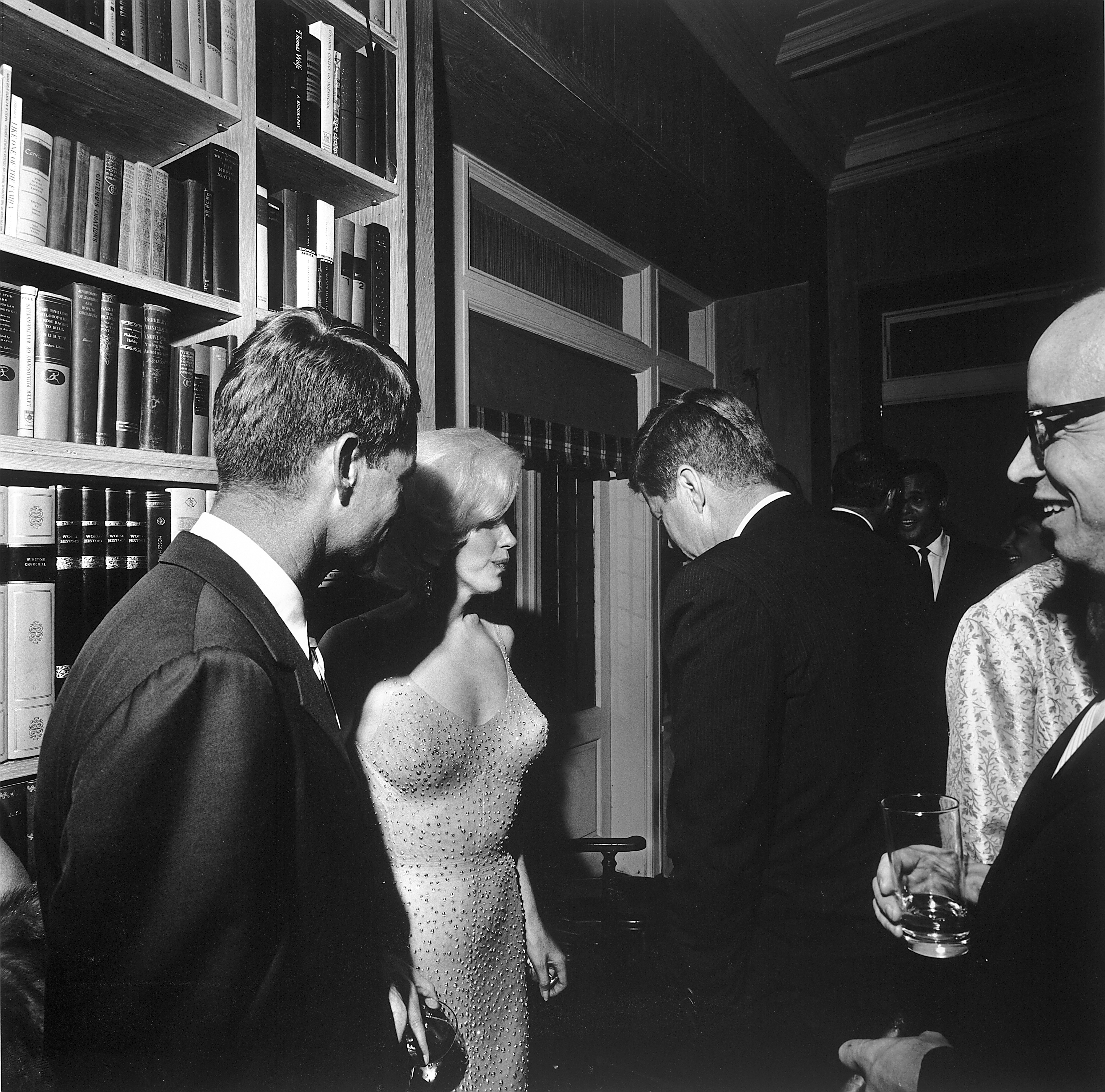
Marilyn Monroe (giữa) và cố tổng thống Hoa Kỳ John F. Kennedy (đứng bên trái Monroe) tại buổi liên hoan sinh nhật lần thứ 45 của Kennedy được tổ chức tại Thành phố New York vào năm 1962. Mối tình được cho là xuất hiện giữa hai người đã được Lady Gaga đề cập trong ca khúc "Government Hooker".

"Government Hooker" đã nhận được nhiều phản hồi tích cực từ giới phê bình. Randall Roberts từ tờ Los Angeles Times cho rằng sự ấn tượng mà bài hát mang lại là một ngoại lệ so với bản chất thật của album Born This Way. Nhà phê bình Chris Richards từ nhật báo The Washington Post đã gọi bài hát là bài hát hay nhất album. Người này viết thêm: "'The Edge of Glory' có thể làm cho một bài hát như 'Government Hooker' trở nên thêm táo bạo hơn những gì nó thể hiện". Caryn Ganz đến từ tạp chí Spin nhận xét rằng cá tính lập dị, lạ lùng của Lady Gaga – thứ được gọi là "nét quyến rũ điên dại" – được thể hiện rất rõ thông qua bài hát đậm chất "disco ảm đạm" "Government Hooker". Christian Blauvelt từ tạp chí Entertainment Weekly từng mô tả phần điệp khúc của bài hát là "sống động, dễ lan truyền và đi kèm với một phần hook không thể thiếu được."
Đại diện cho tạp chí âm nhạc Slant Magazine, nhà đánh giá âm nhạc Sal Cinquemani mô tả bài hát là "tuyệt vời tuy nhơ nhuốc". Nhà phê bình Jocelyn Vena từ MTV News thì lại gọi "Government Hooker" là "một ca khúc hộp đêm thô kệch". Đến từ Rolling Stone, nhà báo Jody Rosen đã sử dụng tính từ "quyến rũ" để miêu tả phần nhạc nền của "ca khúc lập dị" này. Để làm rõ hơn lời nhận xét này, nhà phê bình nói thêm rằng nó bao gồm "những tiếng è è, tiếng bíp và những đoạn nhạc lách cách hòa quyện vào với nhau". Nhà phê bình Dan Martin từ tạp chí NME nhận xét rằng "Government Hooker" là một thứ trái nghịch với bản tính lố lăng của album và mỗi khi bài hát bắt đầu phát, Gaga biến tấu Born This Way sang thể loại techno. "Bài hát này mang phong cách tự do phóng khoáng, đậm chất nhạc industrial và nghe khá điên rồ", Martin nhấn mạnh. Kerri Mason, một nhà báo đến từ tạp chí Billboard lại cho rằng bài hát sở hữu "một loại giọng hát opera, những tiếng bíp techno tối giản, một sự ám chỉ đến JFK và bao hàm những định nghĩa về bản thân khi ví mình như một món hàng gợi dục". Theo như Ian Wade, nhà phê bình cho rằng đoạn nhạc dạo kỳ quái của "Government Hooker" được bắt nguồn từ "những đoạn nhịp mạnh do các nhạc cụ của hãng Casio tạo thành". Nhà phê bình Evan Sawdey từ tạp chí trực tuyến PopMatters tỏ vẻ tán dương phần điệp khúc "bẻ cong giới tính" (gender-bending) xuất sắc nhất của bài hát sau bài "Somebody Told Me" của ban nhạc The Killers. Trong các bài đánh giá của mình về album Born This Way và các bài hát của nó, Arwa Haider – nhà phê bình đến từ tờ Metro của Anh Quốc – ngoài việc ca ngợi album là "vượt xa sức tưởng tượng" thì cô cũng dành lời khen và những lời miêu tả tích cực cho các ca khúc "Americano", "Government Hooker" và "Heavy Metal Lover".
Dù không được phát hành dưới định dạng đĩa đơn, nhưng "Government Hooker" vẫn đạt được những thành công nhất định khi lọt vào bảng xếp hạng hai quốc gia gồm Hàn Quốc và Hoa Kỳ. Tại Hàn Quốc, bài hát ra mắt trên Gaon Digital Chart tại hạng 15 với doanh số bán ra ở nước này là 13.976 bản. Ở Hoa Kỳ, "Government Hooker" ra mắt trên bảng xếp hạng Dance/Electronic Digital Songs của tạp chí Billboard ở vị trí thứ 16.

## Biểu diễn trực tiếp

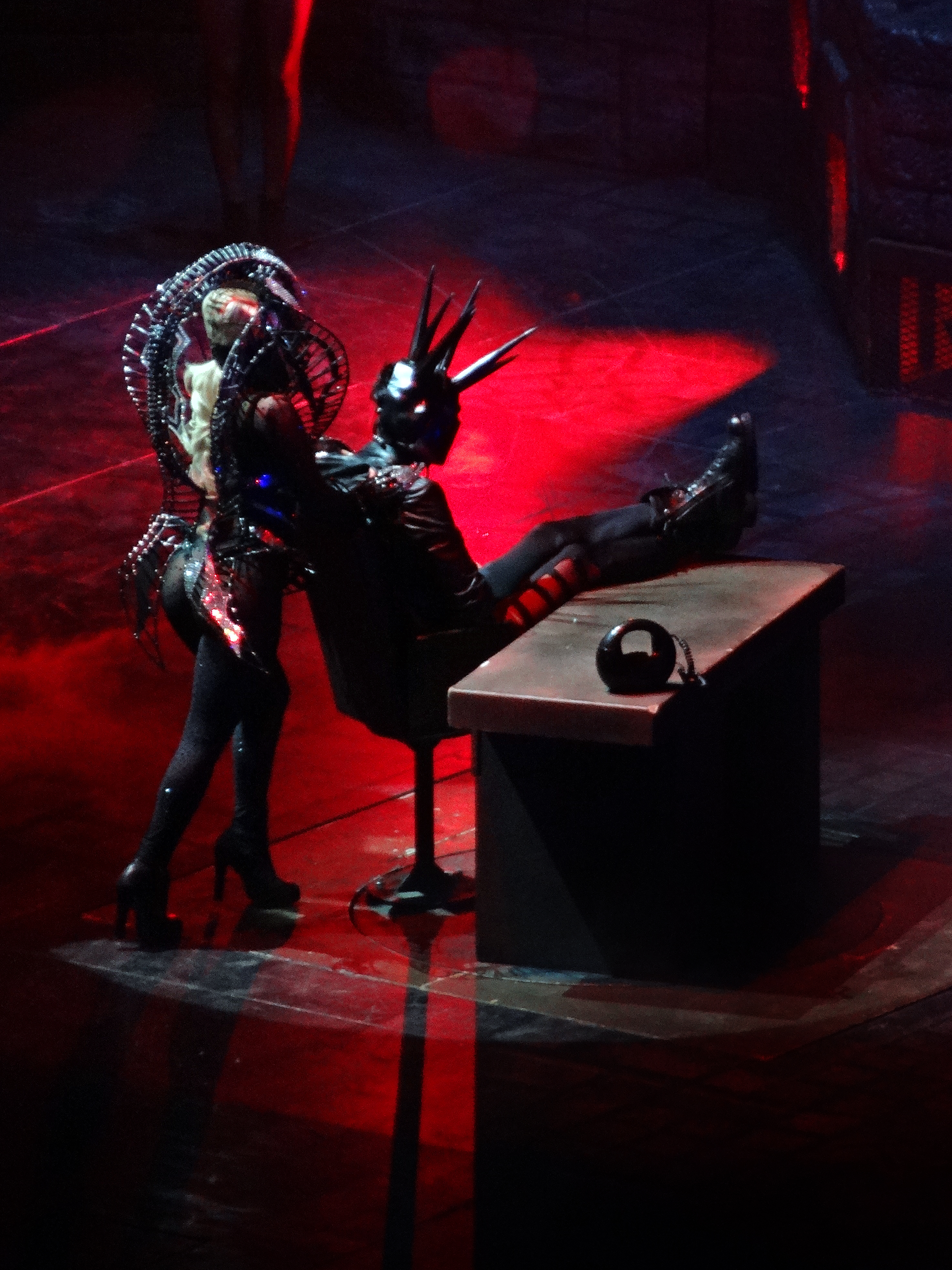
Gaga biểu diễn "Government Hooker" trong chuyến lưu diễn Born This Way Ball (2012–2013).

Tháng 10 năm 2011, Gaga biểu diễn trực tiếp "Government Hooker" tại sự kiện Decade to Difference của tổ chức Clinton Foundation diễn ra tại phòng hòa nhạc Hollywood Bowl ở Los Angeles, California. Bài hát còn xuất hiện trong một video quảng bá của nữ ca sĩ cho lễ trao giải Video âm nhạc của MTV năm 2011. Video ra mắt vào ngày 18 tháng 1 năm 2011, trước 10 ngày so với buổi lễ.
Ngoài ra, "Government Hooker" cũng góp mặt trong danh sách tiết mục của chuyến lưu diễn Born This Way Ball (2012–2013), chuyến lưu diễn hát chính thứ ba của nữ ca sĩ. Gaga trình bày "Government Hooker" sau khi biểu diễn "Highway Unicorn (Road to Love)", là ca khúc mở màn cho các buổi diễn. Sau một đoạn độc thoại ngắn dạo đầu, Gaga bước ra từ một cái cửa nằm ở bên hông lâu đài trên sân khấu và bước từng bậc thang xuống sàn diễn. Cô và một nam vũ công phụ họa bắt đầu làm những hành động tình dục với nhau. Đến phần cuối của bài hát, nam vũ công rút ra một khẩu súng và nã vào người Gaga. Cô liền giật lại cây súng và bắn vào người anh ta một phát đạn. Cô hát lại phần điệp khúc một lần nữa rồi nói với khán giả: "Chào mừng các bạn đến với Born This Way Ball". Gaga bắn một phát súng vào cánh cửa lớn ở giữa lâu đài. Cửa mở, cô bước vào, kết thúc màn trình diễn của mình.
Năm năm sau, trong chương trình hòa nhạc thường trú Lady Gaga Enigma (2018–2020) tổ chức tại Las Vegas, Gaga một lần nữa cho người hâm mộ chiêm ngưỡng lại ca khúc sau một thời gian dài không biểu diễn nó trước công chúng. Cô lúc này diện lên người một bộ trang phục tựa một bộ giáp sắt. Lời ca khúc lúc bấy giờ có sự thay đổi ở đoạn cuối – ngoài việc nói đến John F. Kennedy như bản gốc thì Gaga cũng nhắc đến người đứng đầu nước Mỹ lúc bấy giờ: "I'll make you squeal baby / Donald Trump, if you pay me."

## Đội ngũ thực hiện
Đội ngũ thực hiện được điều chỉnh trên ghi chú trên bìa album Born This Way.
- Lady Gaga – hát, viết lời, sản xuất, giọng đệm
- Fernando Garibay – viết lời, đồng sản xuất, lập trình âm thanh, chơi synthesizer; thu âm bài hát tại phòng thu Studio at the Palms, Las Vegas, Nevada
- DJ White Shadow – viết lời, sản xuất, lập trình âm thanh, chơi synthesizer, guitar
- DJ Snake – đồng sản xuất, chơi bass, trống, synthesizer
- Kareem "Jesus" Devlin – chơi guitar
- Peter van der Veen – giọng đệm
- Josh Thomas - giọng đệm, đồng sản xuất
- Brian Lee – giọng đệm
- Bill Malina – trợ lý thu âm bài hát
- Dave Russell – phối khí cho bài hát tại phòng thu The Mix Room, Burbank, California
- Gene Grimaldi – hoàn chỉnh âm thanh cho bài hát tại Oasis Mastering, Burbank, California
- Paul Pavao – trợ lý

## Bảng xếp hạng
| Bảng xếp hạng (2011)                              | Vị trí xếp hạng cao nhất |
| ------------------------------------------------- | ------------------------ |
| Hàn Quốc (Gaon)                                   | 15                       |
| Hoa Kỳ Dance/Electronic Digital Songs (Billboard) | 16                       |